# Segariu
Segariu (sardinski: Segarìu) je grad i općina (comune) u pokrajini Južnoj Sardiniji u regiji Sardiniji, Italija. Nalazi se na nadmorskoj visini od 129 metara i ima 1 205 stanovnika.
 Prostire se na 16,69 km². Gustoća naseljenosti je 72 st/km².
Susjedne općine su: Furtei, Guasila i Villamar.